# PGC 26774
LEDA/PGC 26774 ist eine spiralförmige Radiogalaxie im Sternbild Löwe auf der Ekliptik. Sie ist schätzungsweise 570 Millionen Lichtjahre von der Milchstraße entfernt und hat einen Durchmesser von etwa 150.000 Lichtjahren. Vom Sonnensystem aus entfernt sich das Objekt mit einer errechneten Radialgeschwindigkeit von näherungsweise 12.800 Kilometern pro Sekunde. Gemeinsam mit PGC 26783 bildet sie ein gravitativ gebundenes Galaxienpaar.
Im selben Himmelsareal befinden sich unter anderem die Galaxien NGC 2862, PGC 1788439, PGC 1779059, PGC 1779170.